# Kampfgeschwader 153
Kampfgeschwader 153 (dobesedno slovensko: Bojni polk 153; kratica KG 153) je bil bombniški letalski polk (Geschwader) v sestavi nemške Luftwaffe.

## Organizacija
- štab
- I. skupina
- II. skupina
- III. skupina
- IV. skupina

## Vodstvo polka
Poveljniki polka (Geschwaderkommodore)
- Oberst Sommé: 1. april 1936